# Cherrytree Records
Cherrytree Records est un label musical américain fondé en 2005 par Martin Kierszenbaum qui se concentre sur le développement de nouveaux artistes. Il dépend du label Interscope Records.
Cherrytree Records possède sa radio sur internet au style pop alternative.

## Origine du nom
Le nom de ce label provient du nom de son fondateur, Kirs zen baum désignant en allemand un cerisier (Cherry tree en anglais).

## Artistes

### Artistes actuels
- Cœur de pirate
- Colette Carr
- Indochine
- Far East Movement
- Feist
- Keane (2009-)
- La Roux
- LMFAO
- Matthew Koma
- Michael Kiwanuka
- Mt. Desolation
- Nero
- Reema Major
- Robyn (2005-)
- Serenades
- Sting (2010-)
- The Feeling
- The Knux
- The Police (2005-)
- The Pretty Reckless
- Tokio Hotel
- Die Antwoord
- Lady Gaga

### Anciens artistes
- Cinema Bizarre

- Flipsyde
- Frankmusik
- Japanese Voyeurs

- Lindi Ortega
- Mohombi
- Natalia Kills
- Noah and The Whale
- Space Cowboy
- The Fratellis
- Tommy Sparks
- Yuksek